# 반시 (요정)

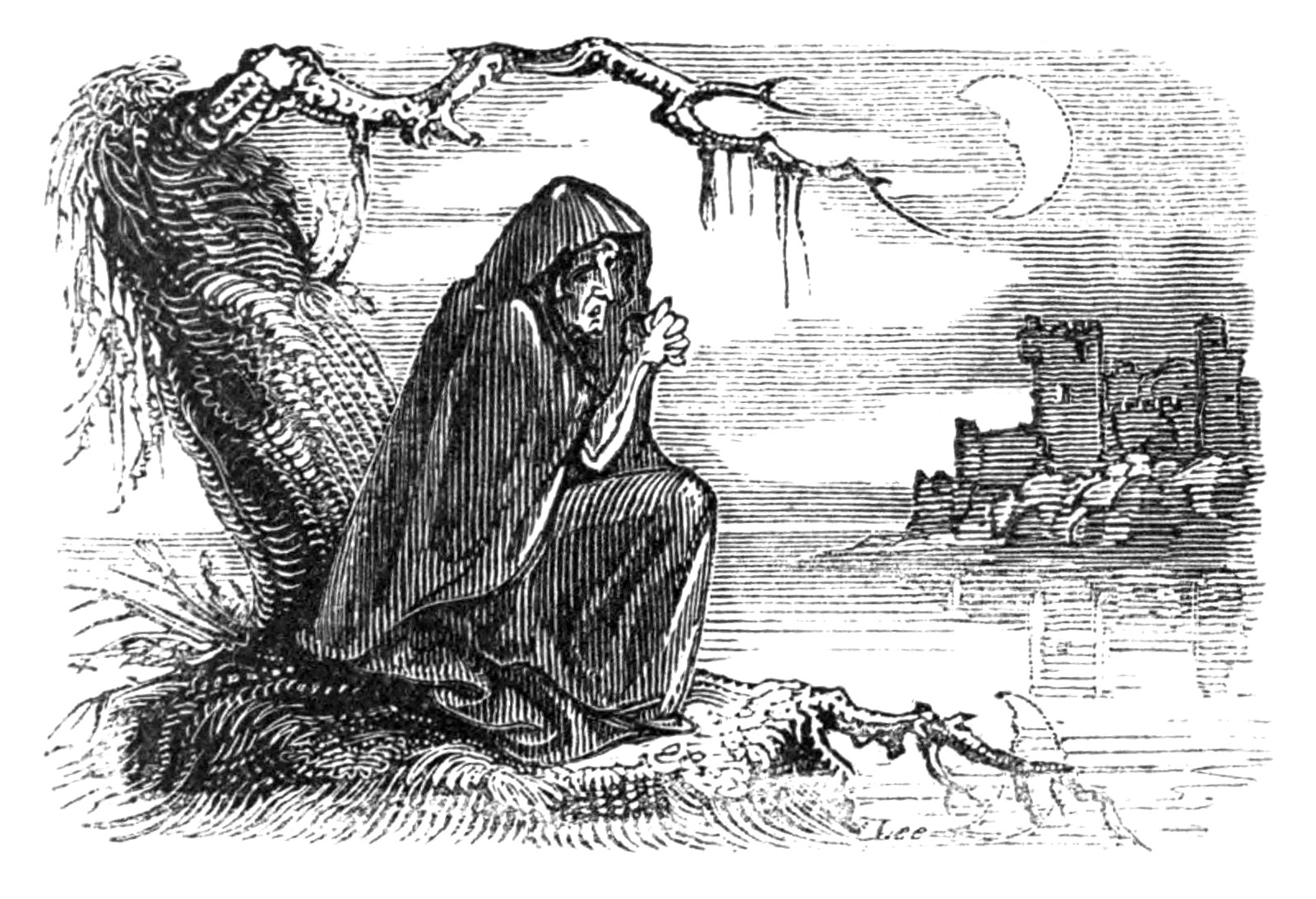
《아일랜드 남부의 요정 전설과 구전》의 〈번워스의 반시〉, 1825년 토머스 크로프턴 크로커 작

반시(아일랜드어: bean sí [bʲanˠ ˈʃiː], 고대 아일랜드어: ben síde 벤시데[bʲen ˈʃiːðʲe], 영어: Banshee 밴시[ˈbænʃiː][*]→여자 요정)는 아일랜드, 스코틀랜드의 민화속에 나오는 이스시(요정)로, 가족의 죽음을 울어서 예고한다고 한다. "반(bean)"은 여자라는 뜻이고, "시"란 게일계 요정족인 이스시를 가리키는 것이기 때문에 그냥 "여자 요정"이라는 뜻이다. 비슷한 존재로 스코틀랜드 하이랜드 민화에 나오는 바반 시가 있다.

## 외모
반시의 외모에 관한 이야기는 매우 다양하다. 혹설에는 헝클어진 긴 머리카락에 녹색 드레스를 입고 그 위에 회색 망토를 걸쳤으며, 하도 울어서 눈이 붉게 충혈되었다고 한다. 한편, 앤 팬쇼 여사의 회상록 같은 문헌에서는 반시가 붉은 머리카락에 흰색 옷을 입으며 좀더 무시무시한 형상을 취한다는 이야기가 있다. 제인 와일드 여사가 《아일랜드의 고대 전설》에 채록한 이야기에는 또다른 이야기가 있는데, 다음과 같다.
| “ | 반시는 집안 피붙이들 중 젊어서 죽은 처녀가 나타나 아름다운 노래를 부르는 형태를 취한다고도 한다. 이들은 보이지 않는 힘에 의해 필멸의 일가친척들에게 다가올 재난을 예고하는 역할을 맡았다. 한편, 밤에 수의로 몸을 감싸고 나무 뒤에 웅크려 앉은 채 나타난다는 이야기도 있다. 이 경우 얼굴을 가리면서 흐느껴 울거나, 달빛을 가로질러 날아다니면서 비참하게 울부짖는다. 이 정령의 울음소리는 지구상의 다른 모든 소리보다 슬프며, 한밤중에 그 소리를 듣게 된 아무나의 가족 중 누군가가 죽게 될 징조이다. | ” |
|   | — |   |

## 통곡
아일랜드와 스코틀랜드 일부에서는 장례 풍습 중에 "통곡하는 여자(아일랜드어: bean chaointe 밴 킨터, 영어: kneening woman)"라는 것이 있다. 말 그대로 비통에 찬 통곡을 하는 여자인데, 이 통곡하는 여자는 때로 일종의 전문직업 같은 것으로서, 최고로 통곡을 잘 하는 여자의 수요가 높았다.
아일랜드 전설에는 요정 여인이 부르는 곡소리에 관한 이야기가 있다. 여자 요정은 가족 구성원이 죽었거나, 또는 죽을 지경에 처했을 때 나타나 곡을 한다. 이 때 그 구성원이 어디 멀리 나가 있어서 오랫동안 소식을 받을 수 없을 경우에도 예외가 없다. 때문에 반시의 곡성은 집안에 죽음이 닥칠 것이라는 첫 번째 경고이다.
반시는 죽음을 예측하기도 한다. 누군가 살아서 돌아오기 힘든 상황에 처할 것 같으면, 비명을 지르거나 통곡을 하여 경고한다. 이런 이유로 반시를 곡하는 여자라고도 한다.
혹설에는 반시는 순수한 게일인(즉 밀레시안의 후예)의 죽음만 슬퍼한다고도 하며, 어떤 전승에는 게일인들은 집안마다 딸린 반시들이 각각 따로 있다고도 한다. 한편, 노르만인 혈통인 제럴딘가(피츠제럴드 왕조)에도 반시가 있었다고 하는데, 이는 제럴딘가가 아일랜드인보다 아일랜드인일 정도로 게일 문화에 동화되었기 때문으로 추측된다.
한 번에 반시가 여러 명 나타나는 것은 위대하거나 성스러운 위인이 죽을 징조다. 어떤 이야기들에서는 반시를 귀신이라고도 하는데, 사실 귀신이라기보다 요정이다. 반시를 귀신이라고 할 경우 보다 구체적으로 살해당한 여자나 출산하다 죽은 산모의 귀신이라고도 한다.

## 같이 보기
- 세이렌